# Horváth István Sándor
Horváth István Sándor (Zalaegerszeg, 1969 –) magyar katolikus pap, zalalövői plébános, egyházi író.

## Élete
Középiskolai tanulmányait Pannonhalmán, a bencés gimnáziumban végezte, ahol 1988-ban tett érettségi vizsgát. Ezt követően Szombathelyen végzett teológiai tanulmányokat, ahol 1994-ben szentelték pappá.
Első állomáshelye még a felszentelésének évében Letenye volt, ahol kápláni kinevezést kapott, majd rövidesen Tótszentmártonra nevezték ki plébánosnak. 1995-től Szombathelyre került vissza püspöki titkárnak, majd 1997-től négy évre egy újabb település, Gutorfölde plébániáját kapta meg; ugyanebben az időszakban ő látta el a plébánosi teendőket Tófejen is.
2002-ben Budapestre helyezték, ahol a Magyar Katolikus Püspöki Konferencia titkárságának irodaigazgatója lett, majd újabb két évvel később Rómába költözött, ahol három éven keresztül egyházjogot tanult a Gregoriana Pápai Egyetemen. 2007-ben került vissza ismét az egyházmegyéjébe, ahol Zalalövőre kapott plébánosi kinevezést.
2021. augusztus 1-jétől szülővárosában látja el szolgálatát kórházlelkészként.

## Írói és fejlesztői tevékenysége
Papi munkája mellett termékeny egyházi író is, zalalövői plébánosként már mintegy tíz, nyomtatásban kiadott könyve jelent meg. Szerzőként jegyez néhány okostelefonon elérhető elektronikus egyházi kiadványt is.
Ez utóbbiak keletkezésének története még a 2000-es évek első évtizede derekáig nyúlik vissza, amikor – szinte korszakalkotó technikai újításként – kitalálta, hogy e-mailekben küldi el a templomi misékről bármilyen okból lemaradó hívek számára a napi evangéliumot. Akkori kezdeményezése nagy sikert aratott, az azóta eltelt évtized alatt több tízmilliónyi ilyen tartalmú üzenetet küldött el. Mivel kezdeményezése iránt már az országhatárokon túl is egyre többen érdeklődtek, az okostelefonok megjelenését és terjedését látva gondolta úgy, hogy kifejleszt egy „Napi evangélium” alkalmazást a két legnépszerűbb operációs rendszerre, Androidra és IOS-ra. Az egyházak számára vasárnaponként megjelenő Élő Víz hitéleti folyóiratot is ő szerkeszti.

## Művei

### Nyomtatásban megjelent könyvei
- A Jó Pásztor követője – Brenner János életútja (2007)
- Szívünkben mély nyomot hagyott – A-B-C kötet (2009)
- Igéddel éltess engem! – A-B-C kötet (2010)
- A betlehemi pásztor (2011)
- A hit ajándéka – képes gyermekkönyv (2012)
- Szívem első gondolata 2013. (2012)
- A hit forrása – A-B-C kötet (2013)
- Betlehemi jászol (2013)
- Szívem első gondolata 2014 (2013)
- Szívem első gondolata 2015 (2014)

### Elektronikus formátumú könyvei
- A betlehemi pásztor (2014)
- A hit ajándéka (2014)
- Betlehemi jászol (2014)